# Symplocarpus foetidus
Symplocarpus foetidus (L.) Salisb. ex W.P.C.Barton, 1817 è una pianta perenne della famiglia delle Aracee.

## Descrizione

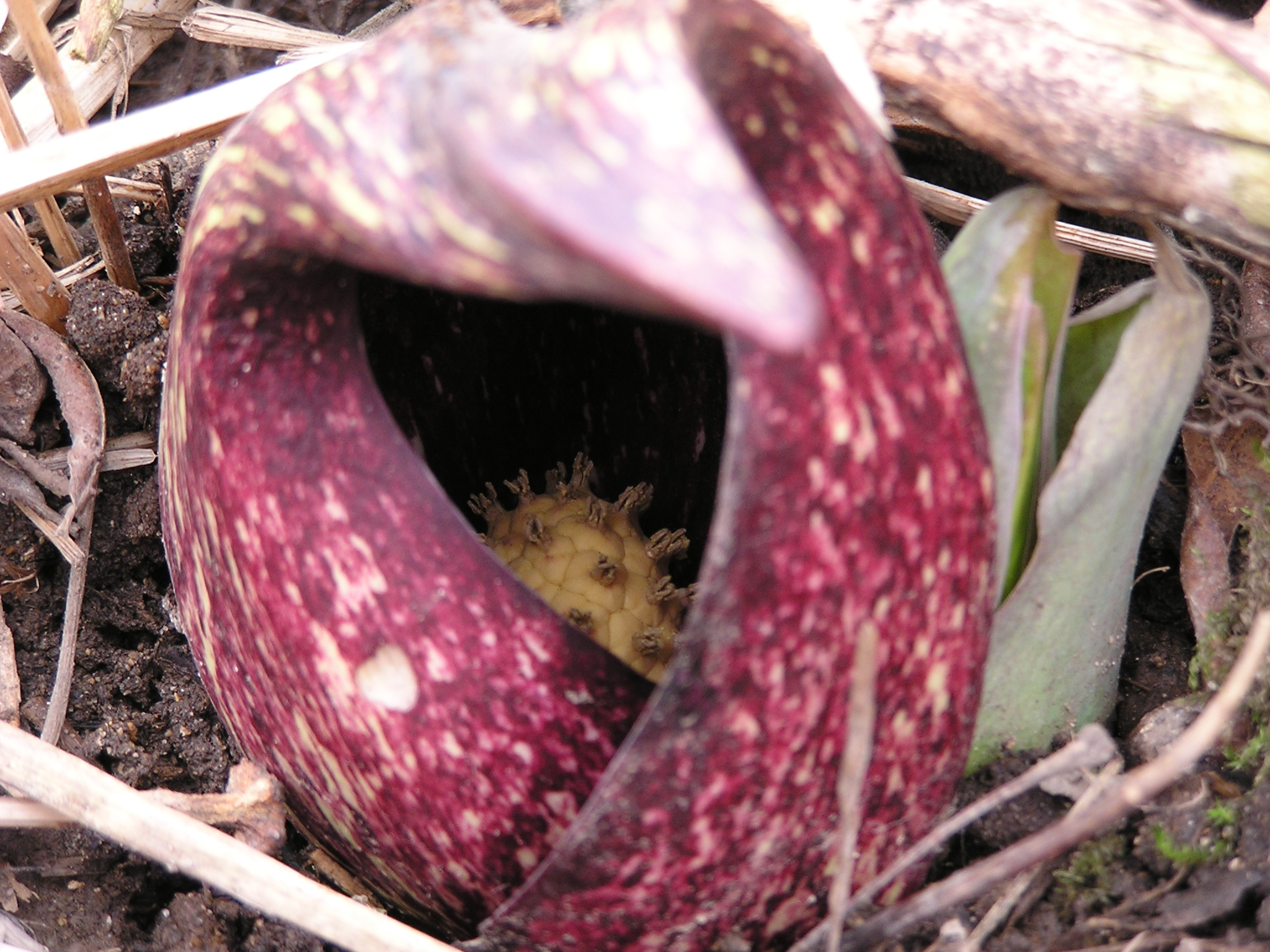
Symplocarpus foetidus

È una specie erbacea alta fino a 50 cm.  I suoi fiori, dall'odore particolarmente intenso, sono ermafroditi.
In inverno è in grado di riscaldarsi per perforare la neve, dato che lo spadice conserva la propria temperatura attorno ai 20 gradi Celsius nel periodo invernale in cui la temperatura dell'aria è sotto lo zero, quindi si tratta di una pianta termoregolatrice, e per la sua produzione di calore trae il combustibile dalle radici.
È una pianta tossica per i cani.